# Nittany
Nittany es un lugar designado por el censo del condado de Centre, Pensilvania, Estados Unidos. Según el censo de 2020, tiene una población de 624 habitantes.
En los Estados Unidos, un lugar designado por el censo (traducción literal de la frase en inglés census-designated place, CDP) es una concentración de población identificada por la Oficina del Censo exclusivamente para fines estadísticos.

## Geografía
Está ubicado en las coordenadas 40°59′41″N 77°33′8″O / 40.99472, -77.55222. Según la Oficina del Censo, tiene una superficie de 3.67 km², correspondientes en su totalidad a tierra firme.

## Demografía
Según el censo de 2020, hay 624 personas residiendo en la zona. La densidad de población es de 170.03 hab./km². El 95.99% de los habitantes eran blancos, el 0.32% son asiáticos, el 0.16% es de otra raza y el 3.53% son de una mezcla de razas. Del total de la población, el 0.64% son hispanos o latinos de cualquier raza.